# کره‌بند
کره‌بند، روستایی از توابع بخش مرکزی در شهرستان بوشهر، استان بوشهر ایران است.

## جمعیت
این روستا مرکز دهستان انگالی است و بر اساس سرشماری سال ۱۳۸۵ جمعیت آن ۱۲۷۷ نفر (۲۵۷ خانوار) بوده‌است.

## نامگذاری
دو روایت در این خصوص وجود دارد . یک روایت که سطحی تر به نظر میرسد نامگذاری به دلیل پرورش اسب در این منطقه است و کره بند با ترکیب کُرّه + بند است. قبول این نامگذاری سطحی نگری ما و اجدادمان را نشان میدهد به خصوص که همجواری با روستاهای زردکی و قلعه سوخته روایت دوم را بیشتر تایید میکند. روایت دوم بر پایه وجود بناهایی از جنس آجر و نه خشت خام، به وفور در عمق خاک در این دیار است. بناهای قدیمی که افراد مسن تر این دیار به خوبی به یاد دارند که در عمق فرسایش یافته رودخانه هاوجود داشته و دارد و چه بسیار از آنها برای ساخت آب انبار و غیره در روستا استفاده شده است. در واقع بر این مبنا کوره بند ریشه اصلی کره بند است که میتواند اشاره به کوره پخت آجر در گذشته داشته باشد. با توجه به نام قدیمی این ده یعنی کُرو‌‌َند می تواند ریشه لری داشته باشد.در این رابطه دکتر امان اللهی بهاروند به طورکلی دهستان انگالی را از نواحی لٌرنشین استان بوشهر داسنته است. همچنین زبان مردم کره‌بند لری است. 

## اشتغال
شغل اکثر مردم روستا کشاورزی و دامداری است. محصولات کشاورزی این روستا گندم، جو و کلزا است. در چند سال گذشته بعلت بارش کم باران و کم‌آبی رودخانه حله تعدادی از کشاورزان زمین‌های خود را به نخلستان تغییر داده‌اند. دامداری نیز شامل پرورش گاو، شتر، گوسفند و بز است.

## رودخانه حله
رودخانه‌ی دائمی حله از دو رود دالکی و رود شاپور سرچشمه می‌گیرد. رودخانه حله در کنار روستای این روستا به دو شاخه تقسیم می‌شود. یک شاخه آن از شمال روستا گذشته به دریا می‌ریزد و شاخه دیگر آن از جنوب روستا گذشته و منطقه حفاظت شده حله را تشکیل می‌دهد. این تالاب یکی از مهمترین تالابهای کشور بوده و در فصل زمستان پذیرای جمعیت مختلفی از پرندگان مهاجر است.